# Friso holland királyi herceg
Friso holland herceg (teljes nevén Johan Friso Bernhard Christiaan David von Oranien-Nassau von Amsberg) (Utrecht, 1968. szeptember 25. – Hága, 2013. augusztus 12.), az Oránia–Nassaui házból született herceg Vilmos Sándor holland király elhunyt öccse.

## Élete
Beatrix holland királynő második gyermeke.

## Fordítás
- Ez a szócikk részben vagy egészben  a   Friso van Oranje-Nassau van Amsberg című holland Wikipédia-szócikk fordításán alapul.  Az eredeti cikk szerkesztőit annak laptörténete sorolja fel. Ez a jelzés csupán a megfogalmazás eredetét és a szerzői jogokat jelzi, nem szolgál a cikkben szereplő információk forrásmegjelöléseként.